# Boris Jewrieinow
Boris Aleksiejewicz Jewrieinow, ros. Борис Алексеевич Евреинов (ur. 21 listopada 1888 we wsi Borszczeń w guberni kurskiej, zm. 29 października 1933 w Pradze) – rosyjski działacz państwowy, emigracyjny działacz społeczno-kulturalny, poeta i publicysta.

## Życiorys
W 1907 roku ukończył gimnazjum klasyczne, a następnie wydział historyczno-filologiczny uniwersytetu w Petersburgu. Wybrano go sędzią pokoju w okręgu lgowskim. W 1918 roku objął funkcję sekretarza naukowego w ukraińskim ministerstwie wyznań religijnych. W 1919 roku wstąpił do wojsk Białych generała Antona Denikina. W stopniu korneta służył w 17 Czernichowskim Pułku Husarzy. W lutym 1920 roku w rejonie Rostowa nad Donem został ciężko ranny, po czym ewakuowano go na leczenie do Salonik. Następnie osiadł w Królestwie Serbów, Chorwatów i Słoweńców. Pod koniec 1920 roku przybył do Polski. Początkowo został kierownikiem kancelarii zarządu internowanych wojsk rosyjskich. Następnie pełnił funkcję przewodniczącego komisji kulturalno-oświatowej Rosyjskiego Komitetu Politycznego pod kierownictwem Borisa Sawinkowa. Wszedł w skład emigracyjnej grupy literackiej „Tawierna poetow”. Jego utwory literackie opublikowano w almanachu „Szestiero”. Od wiosny 1923 roku mieszkał w Pradze. Otrzymał stypendium naukowe rządu czechosłowackiego. Został docentem Rosyjskiego Instytutu Prawniczego. Jednocześnie pełnił funkcję przewodniczącego Praskiej Grupy Republikańsko-Demokratycznej. Był też członkiem Rosyjskiego Kolegium Pedagogicznego. W 1925 roku był jednym z założycieli Rosyjskiego Stowarzyszenia Historycznego, pełniąc następnie funkcję sekretarza. W 1927 roku ukończył studia na wydziale historii rosyjskiej Rosyjskiej Grupy Akademickiej w Czechosłowacji. W tym samym roku uczestniczył w konferencji historyków Europy i krajów słowiańskich w Warszawie. W 1929 roku został członkiem Instytutu Słowiańskiego i komisji naukowej Rosyjskiego Zagranicznego Archiwum Historycznego. W 1930 roku brał udział w V zjeździe rosyjskich organizacji akademickich w Sofii. W latach 30. wszedł w skład Związku Rosyjskich Pisarzy i Dziennikarzy w Czechosłowacji. W 1932 roku współzakładał Rosyjskie Stowarzyszenie Muzyczne. W 1937 roku jego kolejne utwory literackie opublikowano w publikacji „Antołogija russkoj poezii w Polsze”. Pisał liczne artykuły do prasy emigracyjnej. Był autorem zbiorów dokumentów archiwalnych dotyczących Michaiła Bakunina. Występował z solowymi występami śpiewu.